# Nicoletta Elmi
Pour les articles homonymes, voir Elmi.
Nicoletta Elmi, née le 13 février 1964 à Rome dans la région du Latium, est une actrice italienne. Enfant star du cinéma italien des années 1970, elle a notamment joué dans plusieurs giallis et films d'horreurs sous la direction de célèbres réalisateurs du genre, comme Dario Argento, Paul Morrissey, Massimo Dallamano, Lamberto Bava ou Luigi Bazzoni, avant de se retirer de la profession à la fin des années 1980.

## Biographie
Nicoletta Elmi naît à Rome en 1964. Elle a pour tante la présentatrice Maria Giovanna Elmi. Enfant, elle commence sa carrière artistique comme modèle photo pour des magazines. Après une brève apparition dans le drame Les Deux Sœurs (Le Sorelle) (Le Sorelle) de Roberto Malenotti en 1969, elle apparaît dans le musicarello Mezzanotte d'amore (it) d'Ettore Maria Fizzarotti, aux côtés du couple Al Bano et Romina Power. À la suite du succès du film, elle tourne dans sa suite, Mezzanotte d'amore (it) en 1970.
Elle est remarquée par le réalisateur Mario Bava qui la fait tourner dans deux films d'horreurs : La Baie sanglante (Reazione a catena) en 1971 et Baron vampire (Gli Orrori del castello di Norimberga) en 1972. Dans le thriller Qui l'a vue mourir ? (Chi l'ha vista morire?) d'Aldo Lado, elle subit un destin tragique. En 1973, elle joue dans le premier film européen du réalisateur américain Paul Morrissey, le film d'horreur Chair pour Frankenstein (Flesh for Frankenstein). En 1975, elle tient l'un des rôles principaux du thriller Le orme de Luigi Bazzoni. Elle obtient ensuite deux autres rôles de premier plan dans les films d'horreurs Émilie, l'enfant des ténèbres (Il medaglione insanguinato) de Massimo Dallamano et Les Frissons de l'angoisse (Profondo rosso) de Dario Argento. En 1976, elle apparaît dans l'unique réalisation d'Aldo Scavarda, le drame La Ligne du fleuve (La linea del fiume). Pendant cette période, elle participe également à des publicités pour la télévision italienne, dont plusieurs réclames pour Polaroid et Simmenthal.
Après une interruption de carrière de quelques années, elle revient en 1984 au cinéma dans le premier film de Claudio Risi, Windsurf - Il vento nelle mani. Elle retrouve ensuite Dario Argento dans le film d'horreur Démons (Dèmoni) de Lamberto Bava. En 1987, elle participe à la série télévisée I ragazzi della 3 C qui est un succès en Italie. Elle prolonge l'aventure d'une saison, avant de mettre fin à sa carrière d'actrice pour se consacrer à sa vie de famille.

## Filmographie

### Au cinéma
- 1969 : Les Deux Sœurs (Le sorelle) de Roberto Malenotti
- 1969 : Il suo nome è Donna Rosa (it) d'Ettore Maria Fizzarotti
- 1970 : Mezzanotte d'amore (it) d'Ettore Maria Fizzarotti
- 1971 : Comment entrer dans la mafia (Cose di Cosa Nostra) de Steno
- 1971 : La Baie sanglante (Reazione a catena) de Mario Bava : La fille de Renata et Albert
- 1971 : Mort à Venise (Morte a Venezia) de Luchino Visconti : Une petite fille à l'hôtel
- 1972 : Baron vampire (Gli orrori del castello di Norimberga) de Mario Bava : Gretchen, la petite fille
- 1972 : Qui l'a vue mourir ? (Chi l'ha vista morire?) d'Aldo Lado : Roberta Serpieri
- 1972 : À qui le tour ? de Gianfranco Parolini
- 1973 : Moi et lui (Io e lui) de Luciano Salce
- 1973 : Chair pour Frankenstein (Flesh for Frankenstein) de Paul Morrissey et Antonio Margheriti : Monica, la fille du baron et de la baronne
- 1975 : Les Frissons de l'angoisse (Profondo rosso) de Dario Argento : Olga, la petite fille
- 1975 : Le orme de Luigi Bazzoni : Paola Bersel
- 1975 : Émilie, l'enfant des ténèbres (Il medaglione insanguinato) de Massimo Dallamano : Emily Williams
- 1976 : La Ligne du fleuve (La linea del fiume) d'Aldo Scavarda : Graziella Torretti
- 1984 : Windsurf - Il vento nelle mani de Claudio Risi : Amanda
- 1984 : Amarsi un po' de Carlo Vanzina : Alice
- 1985 : Démons (Dèmoni) de Lamberto Bava : Ingrid

### À la télévision

#### Série télévisée
- 1987- 1988 : I ragazzi della 3 C : Benedetta Valentini

## Source
- (it) Roberto Poppi et Enrico Lancia, Le attrici, Rome, Gremesse, 2003 (ISBN 88-8440-214-X), p. 124.